# 陶伟军
陶伟军（1970年10月—），湖南宁乡人，中华人民共和国政治人物。

## 生平
1970年10月，陶伟军出生在湖南省宁乡县（今宁乡市）。1989年，陶伟军进入长沙职业技术师范专科学校学习，1992年毕业后分配至宁乡九中执教。1996年9月，陶伟军考入湖南师范大学产业经济学专业，1999年6月取得硕士研究生，毕业后留校在商学院任教。2001年2月至2004年5月取得西安交通大学应用经济学专业博士研究生。
2003年10月，陶伟军经公开选拔任云溪区人民政府副区长，2006年6月出任中共云溪区委常委、总工会主席，次年10月起兼任组织部长。2011年6月，陶伟军出任中共云溪区委副书记、区委办主任、总工会主席。2013年9月至2016年8月出任云溪区委副书记。2016年8月4日，陶伟军调任中共华容县委副书记，8月22日任华容县人民政府代县长，12月正式出任县长。2020年6月出任中共华容县委书记。

### 违纪
2018年12月，因华容县水质污染和河流污染处理不力，按照干部管理权限，中共湖南省委和湖南省人民政府对华容县人民政府县长陶伟军予以诫勉处分。